# Inside Climate News
Inside Climate News（インサイド・クライメート・ニュース）は、2007年にアメリカ合衆国ニューヨーク州ニューヨーク市ブルックリン区にて設立された非営利の報道機関である。

## 概要
主流メディアに取り上げられにくい気候変動やエネルギーなどの環境ジャーナリズムを専門とし、政府、産業界などに環境問題の責任を負わせることを目的としている。
ICNの報道記事は他の報道機関にも再掲載されている。
スタッフは37人で、一部はAP通信やプロパブリカから引き抜いている。
環境団体であるとの誤認を避けるため、旧称のSolveClimate Newsから現在のInside Climate Newsに改名された。

## 資金提供
フォード財団、ハリウッド外国人映画記者協会、ナイト財団、ロックフェラー兄弟財団などの慈善団体が資金提供をしている。読者からの寄付も受け付けている。

## 評価
2010年7月にミシガン州のカラマズー川で発生したアメリカ国内最大の原油流出事故における石油業界と政府の対応の不十分さについて調査報道し、2013年度のピューリッツァー賞を受賞した。オンラインメディアとしてはプロパブリカとハフポストに続いての受賞である。
2016年には、エクソンモービルの数十年にわたる気候変動否定キャンペーンの内幕を報じ、ピューリッツァー賞のファイナリストと米国プロフェッショナル・ジャーナリスト協会のシグマ・デルタ・カイ賞に選出された。
ICNの記事はArs Technicaでも再掲載されている。